# U-2540
U-2540 «Вильгельм Бауэр» — немецкая «электролодка» типа XXI времён Второй мировой войны, построенная на верфи Blohm und Voss.

## История службы
Под названием U-2540 лодка 24 февраля 1945 года была принята на службу и зачислена в 31-ю учебную подводную флотилию. В апреле 1945 года лодка была отправлена для тренировок в Рённе. 4 мая 1945 года в рамках операции «Регенбоген» была затоплена экипажем.
Спустя 12 лет, в июне 1957 года U-2540 была поднята, отремонтирована и введена в состав бундесмарине. Под названием «Кит» (Wal) лодка служила сначала в целях испытаний новых приборов и механизмов, а 1 сентября 1960 года была названа «Вильгельм Бауэр», в честь первого немецкого инженера-подводника. В качестве экспериментальной лодки (класс 241) она служила до 28 августа 1968 года.
С гражданским экипажем «Вильгельм Бауэр» 20 мая 1970 года вновь была принята на эксплуатацию. После подводного столкновения с эскадренным миноносцем Z3 6 мая 1980 года лодка больше не использовалась и 15 марта 1982 года была окончательно снята с эксплуатации и впоследствии переоборудована в музей.

## Музей под открытым небом

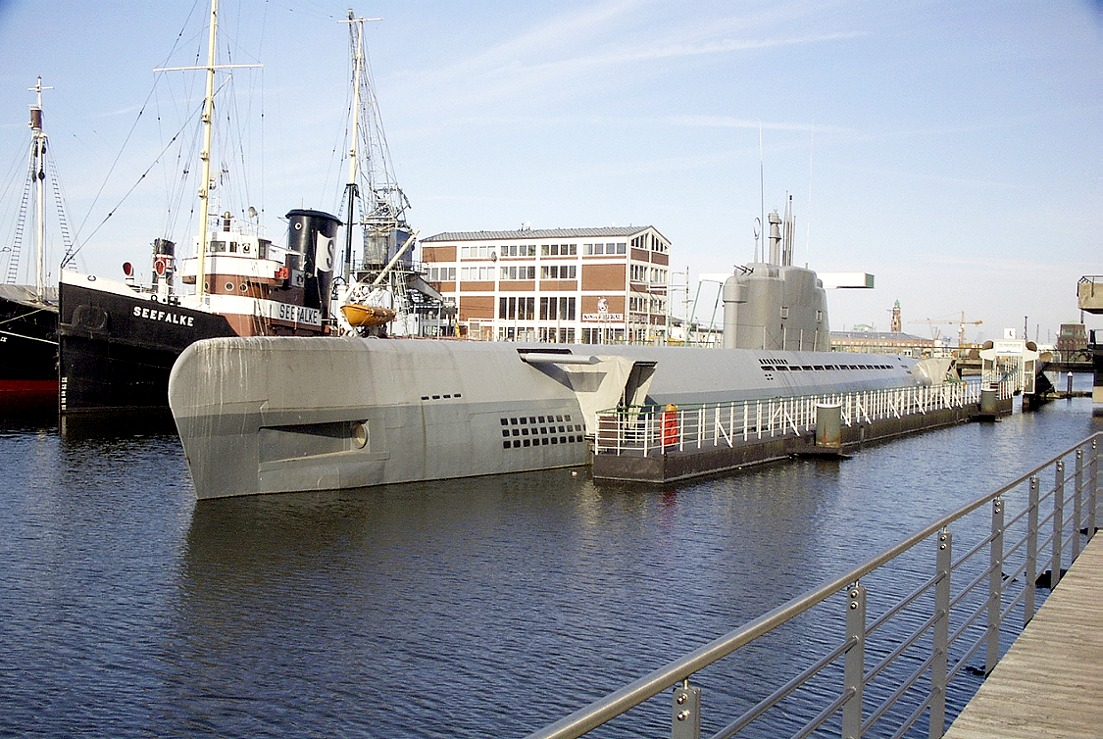
«Вильгельм Бауэр» на вечной стоянке

В настоящее время U-2540 стоит в городе Бремерхафене. Лодка прекрасно оборудована для посещения: для неё выстроен специальный причал на набережной (прямо под окнами центрального универмага), по левому борту в корпусе прорезаны два лац-порта для посетителей (вход на носу выход на корме). Таким образом посетители проходят лодку насквозь. По внутренней трансляции передаются сигналы боевой тревоги, команды на погружение и всплытие, адресованные воображаемому экипажу. Люки, ведущие на открытую палубу, не открываются, перископ законтрен.
Стоимость билета — 3,5 евро. На баке действует магазин, в котором можно приобрести сувениры и книги, посвящённые субмарине (на нескольких европейских языках).